# Мечеть Богоники
Мечеть Богоники (пол. Meczet w Bohonikach) — дерев'яна мечеть, розташована в селі Богоники Підляського воєводства в Польщі.

## Історія
Мечеть була побудована на рубежі дев'ятнадцятого та двадцятого століть  в 1873 році. Побудована після пожежі, яка спалила попередню мечеть татарських поселенців. Колишня мечеть розташовувалася поруч із історичним кладовищем у східній частині села, яке існувало приблизно з сімнадцятого століття.
Під час Другої світової війни мечеть була зруйнована вермахтом, який перетворив будівлю на польову лікарню. Після 1945 року мечеть зазнала численних невеликих ремонтів. Були плани розширення мечеті, але консерватор не дозволив висувати ці плани.
У 2003 році було поновлено дах мечеті; листовий жерстяний дах замінено гонтовим. У 2005 році у мечеті було проведено капітальний ремонт.